# Jim Lampley
Jimmy D. Lampley, detto Jim (Harrisburg, 2 luglio 1960), è un ex cestista statunitense, professionista nella NBA.

## Carriera
Venne selezionato dai Dallas Mavericks al quinto giro del Draft NBA 1983 (102ª scelta assoluta).

## Palmarès
- All-CBA First Team (1989)